# Дорога (фильм, 1961)
«Дорога» — художественный фильм Степана Кеворкова, снятый в 1961 году на киностудии «Арменфильм».

## Сюжет
Два друга — Беник и Айк, окончив школу, выбирают разные жизненные пути: Айк продолжает обучение в институте, а Беник, приобретя машину, «делает деньги» и с трудом избегает участия в преступной сделке.

## Съемки
Съемки проходили в селе Хаштарак (ныне Тавушской области).

## В главных ролях
- Тигран — Артавазд Пашаян
- Беник — Г. Демурян
- Назик — Н. Демурян
- Гарегин — Г. Акопян
- Айк — Е. Казанчян
- Сатеник — Майрануш Пароникян
- Габо — Хорен Абармян
- Даян — Сос Саргсян
- Маркос — А. Нерсисян

## В эпизодах
- А. Бадалян
- Карен Джанибекян
- М. Дилакян
- Верджалуйс Мириджанян
- Л. Пашинян
- Ж. Товмасян

## Съёмочная группа
- Режиссёр: Г. Мушегян
- Режиссёр-постановщик: Степан Кеворков
- Авторы сценария: Г. Багразян, А. Агабабов
- Оператор: Иван Дилдарьян
- Художник: Степан Андраникян
- Композитор: Э. Ованнисян
- Звукооператор: Л. Газарян